# Браїма Діарра
Браїма Діарра (фр. Brahima Diarra, нар. 5 липня 2003, Париж) — малійський футболіст, півзахисник.
Виступав за олімпійську збірну Малі.

## Клубна кар'єра
Народився 5 липня 2003 року в Парижі. Займався футболом у юнацькій команді «Булонь», звідки 2019 року перебрався до системи англійського  «Гаддерсфілд Таун».
У дорослому футболі дебютував 2020 року виступами за головну команду «Гаддерсфілд Таун» на рівні чемпіонату Футбольної ліги. 
Протягом першої половини 2022 року здобував ігрову практику у складі «Гаррогейт Таун», представника Другої футбольної ліги, кольори якого захищав на правах оренди.
Влітку 2022 року повернувся до «Гаддерсфілд Таун» і почав отримувати регулярний ігровий час. За два роки, влітку 2024, залишив команду на правах вільного агента.

## Виступи за збірні
2023 року залучався до складу молодіжної збірної Малі. На молодіжному рівні зіграв у 5 офіційних матчах.
У складі олімпійської збірної Малі — учасник футбольного турніру на Олімпійських іграх 2024 року в Парижі, де виходив на поле в усіх трьох іграх групового турніру, який малійцям подолати не вдалося.

## Статистика виступів

### Статистика клубних виступів
Станом на 31 липня 2024
| Сезон             | Команда            | Чемпіонат         | Чемпіонат | Чемпіонат | Національний кубок | Національний кубок | Національний кубок | Континентальні кубки | Континентальні кубки | Континентальні кубки | Інші змагання | Інші змагання | Інші змагання | Усього | Усього | Усього |
| Сезон             | Команда            | Ліга              | Ігор      | Голів     | Ліга               | Ігор               | Голів              | Ліга                 | Ігор                 | Голів                | Ліга          | Ігор          | Голів         | Ігор   | Голів  |        |
| ----------------- | ------------------ | ----------------- | --------- | --------- | ------------------ | ------------------ | ------------------ | -------------------- | -------------------- | -------------------- | ------------- | ------------- | ------------- | ------ | ------ | ------ |
| 2020–21           | «Гаддерсфілд Таун» | ЧФЛ               | 1         | 0         | КА+КЛ              | 1+0                | 0                  |                      | -                    | -                    |               | -             | -             | 2      | 0      |        |
| 2021–22           | «Гаддерсфілд Таун» | ЧФЛ               | 0         | 0         | КА+КЛ              | 0                  | 0                  |                      | -                    | -                    |               | -             | -             | 0      | 0      |        |
| 2021–22           | «Гаррогейт Таун»   | ФЛ2               | 10        | 1         | КА+КЛ              | 1+0                | 0                  |                      | -                    | -                    | ТФЛ           | 2             | 0             | 13     | 1      |        |
| 2022–23           | «Гаддерсфілд Таун» | ЧФЛ               | 20        | 0         | КА+КЛ              | 1+0                | 0                  |                      | -                    | -                    |               | -             | -             | 21     | 0      |        |
| 2023–24           | «Гаддерсфілд Таун» | ЧФЛ               | 21        | 0         | КА+КЛ              | 1+1                | 0                  |                      | -                    | -                    |               | -             | -             | 23     | 0      |        |
| Усього за кар'єру | Усього за кар'єру  | Усього за кар'єру | 52        | 1         |                    | 5                  | 0                  |                      | -                    | -                    |               | 2             | 0             | 59     | 1      |        |